# Deutsche TV-Plattform
Die Deutsche TV-Plattform e.V. c/o ZVEI ist ein Zusammenschluss unter Vereinsrecht von privaten Programmanbietern, öffentlich-rechtlichen Rundfunkanstalten, Kommunikationsinfrastrukturbetreibern, Geräteherstellern, Universitäten und Forschungsinstituten, Bundesministerien, Landesregierungen und Landesmedienanstalten und weiterer mit dem Ziel, Einführung, Verbreitung und Weiterentwicklung des digitalen Fernsehens in Deutschland zu fördern.

## Geschichte
Gegründet am 2. November 1990 als Nationale HDTV-Plattform Deutschland von 19 Unternehmen, Verbänden und Institutionen, wurde der Verein 1993 umbenannt in Deutsche TV-Plattform für HDTV und neue Fernsehsysteme. Seit 1995 trägt der Verein seinen heutigen Namen.

## Arbeitsgruppen
Der Verein teilt sich verschiedene Arbeitsgruppen (AG), die sich zeitlich begrenzt einer abgrenzten Thematik widmen:
- Einführung DVB-T (1997)
- MHP (1998)
- DVB-T-Markteinführung (2001)
- HDTV und Bildqualitäts-verbesserung (2003)
- M3 / MultiMedia Mobil (2004)
- IPTV (2007)
- Digitalisierung (2009)
- Terrestrik (2009)
- Hybridgeräte (2009)
- 3D-HD-TV (2010)
- Infrastruktur (2012)
- Geräte und Vernetzung (2012)
- Smart TV (2012)